# Victòria Rosselló Botey
Victòria Rosselló Botey (València, 1966) és una física valenciana, cap de meteorologia de la ràdio i televisió pública À Punt.
Llicenciada i doctora en Física per la Universitat de València, a més a més compta amb una diplomatura en Egiptologia per la mateixa universitat. Rosselló Botey ha dedicat la seua vida professional a la informació meteorològica a través dels mitjans de comunicació esdevenint la presentadora de l'espai L'Oratge de l'antiga Canal 9 des dels seus inicis l'any 1989. Amb el tancament d'aquesta el 2013 passa a Mediterraneo Televisión i a gestionar el portal de divulgació Oratge CV. El 2018 tornen a engegar-se els mitjans de comunicació públics valencians amb À Punt i Victòria Rosselló es reincorpora com a presentadora de l'Oratge i com a cap del servei de meteorologia.
Rosselló Botey també ha investigat en el camp de la meteorologia i la història de la ciència amb publicacions com Tradició i canvi científic en l’astronomia espanyola del segle XVII (Universitat de València/CSIC, 2000) i el llibre de divulgació No dispareu al meteoròleg (Jordi Maura, 2014).
És filla del catedràtic i un dels creadors de l'escola valenciana de geografia Vicenç Rosselló el que li ha conferit i traspassat un ample coneixement de la realitat territorial del País Valencià.